# Стефан (Сорока)
Стефа́н Соро́ка (нар. 13 листопада 1951, Вінніпег) — архієпископ і митрополит Філадельфійський Української греко-католицької церкви у 2000—2018 роках.

## Біографія
Народився 13 листопада 1951 р. у Вінніпезі (Канада) у родині українських емігрантів. Навчався в Манітобському університеті та у Католицькому Університеті Америки у Вашингтоні. Магістр богослов'я.
У травні 1985 р. захистив докторську працю з соціології.
Семінарійну освіту здобув в Українській Католицькій Семінарії св. Йосафата у Вашингтоні.
Священичі свячення отримав з рук архієпископа Максима Германюка 13 червня 1982 р. у Вінніпезі.
Упродовж 1984—1993 рр. працював суддею Митрополичого подружнього трибуналу.
З 1994 р. до 1996 р. — канцлер, а з 1996 р. до 1998 р. — економ Вінніпезької архієпархії.
29 березня 1996 року Папа Римський Іван-Павло II призначив Стефана Сороку єпископом-помічником Вінніпезької архієпархії, титулярним єпископом Акарассуса. Єпископські свячення відбулися 13 червня 1996 р. у Вінніпезі. Головним святителем був митрополит Михаїл Бздель, а співсвятителями — єпископи Корнилій Пасічний і Володимир Паска.
29 листопада 2000 року Іван Павло II призначив єпископа Стефана Сороку архієпископом і митрополитом Філадельфійським УГКЦ. 27 лютого 2001 року чин введення владики Стефана Сороки на митрополичий престол Філадельфії здійснив Верховний Архієпископ Любомир Гузар.
16 квітня 2018 року папа Франциск прийняв зречення владики Стефан Сороки з уряду архієпископа і митрополита Філадельфійського і призначив апостольським адміністратором вакантного осідку владику Андрія Рабія, дотеперішнього єпископа-помічника Філадельфійської архієпархії.